# 印西市立滝野中学校
印西市立滝野中学校（いんざいしりつ たきのちゅうがっこう）は、千葉県印西市滝野五丁目にある公立中学校。

## 概要
千葉ニュータウンの滝野地区の開発とともに設置された。利根川と印旛沼との間に位置する本埜地区は、水田と丘陵地が広がる地域であり、長年にわたり2校の小学校と1校の中学校で学校教育をおこなってきたが、千葉ニュータウン計画により本埜地区の一角に新たな住宅地が開発された。北総開発鉄道が延長され印西牧の原駅が新設されたことにより東京周辺部への通勤が可能となり、都市部より住宅を求めて人が移り住んできた。平成9年に街開きがおこなわれ同時に本校が開校した。学校が位置する住宅地周辺は豊かな自然環境があり、里山学習林など教育環境として恵まれている。学区はほぼ開発された住宅地の範囲なので生徒の通学距離は短い。学区にはまだ宅地開発用地が若干残っており、住宅の建設が続いている

## 所在地
千葉県印西市滝野5丁目2番地にあり、滝野地区の中心部に位置する。印西市旧本埜地区の西部に位置する。

## 沿革
- 1997年（平成9年）4月1日 - 開校。
- 2010年（平成22年）3月23日 - 1市2村（印西市・印施村・本埜村）合併のため、印西市立滝野中学校に学校名変更。

## 学区
滝野小学校と同様、滝野地区全域。

## 部活動

### 運動部
- 野球部
- 陸上部
- 男子テニス部
- 女子テニス部（どちらとも軟式）
- 男子バスケットボール部
- 女子バスケットボール部
- バドミントン部
- 剣道部
- サッカー部

### 文化部
- 創作部
- 音楽部（吹奏楽部のこと）
- ICT研究部（パソコン部）

## ホームページ
積極的に授業内容をホームページにアップロードしている。

## 交通アクセス
- 北総鉄道北総線 印西牧の原駅より徒歩16分。